# Listă de filme franceze
Aceasta este o listă de filme produse de industria de film franceză de la primele filme din 1892 până în prezent. Listele sunt ordonate cronologic:

## Înainte de 1910
- 1892-1909

## Anii 1910
| - Listă de filme franceze din 1910 - Listă de filme franceze din 1911 - Listă de filme franceze din 1912 - Listă de filme franceze din 1913 - Listă de filme franceze din 1914 | - Listă de filme franceze din 1915 - Listă de filme franceze din 1916 - Listă de filme franceze din 1917 - Listă de filme franceze din 1918 - Listă de filme franceze din 1919 |

## Anii 1920
| - Listă de filme franceze din 1920 - Listă de filme franceze din 1921 - Listă de filme franceze din 1922 - Listă de filme franceze din 1923 - Listă de filme franceze din 1924 | - Listă de filme franceze din 1925 - Listă de filme franceze din 1926 - Listă de filme franceze din 1927 - Listă de filme franceze din 1928 - Listă de filme franceze din 1929 |

## Anii 1930
| - Listă de filme franceze din 1930 - Listă de filme franceze din 1931 - Listă de filme franceze din 1932 - Listă de filme franceze din 1933 - Listă de filme franceze din 1934 | - Listă de filme franceze din 1935 - Listă de filme franceze din 1936 - Listă de filme franceze din 1937 - Listă de filme franceze din 1938 - Listă de filme franceze din 1939 |

## Anii 1940
| - Listă de filme franceze din 1940 - Listă de filme franceze din 1941 - Listă de filme franceze din 1942 - Listă de filme franceze din 1943 - Listă de filme franceze din 1944 | - Listă de filme franceze din 1945 - Listă de filme franceze din 1946 - Listă de filme franceze din 1947 - Listă de filme franceze din 1948 - Listă de filme franceze din 1949 |

## Anii 1950
| - Listă de filme franceze din 1950 - Listă de filme franceze din 1951 - Listă de filme franceze din 1952 - Listă de filme franceze din 1953 - Listă de filme franceze din 1954 | - Listă de filme franceze din 1955 - Listă de filme franceze din 1956 - Listă de filme franceze din 1957 - Listă de filme franceze din 1958 - Listă de filme franceze din 1959 |

## Anii 1960
| - Listă de filme franceze din 1960 - Listă de filme franceze din 1961 - Listă de filme franceze din 1962 - Listă de filme franceze din 1963 - Listă de filme franceze din 1964 | - Listă de filme franceze din 1965 - Listă de filme franceze din 1966 - Listă de filme franceze din 1967 - Listă de filme franceze din 1968 - Listă de filme franceze din 1969 |

## Anii 1970
| - Listă de filme franceze din 1970 - Listă de filme franceze din 1971 - Listă de filme franceze din 1972 - Listă de filme franceze din 1973 - Listă de filme franceze din 1974 | - Listă de filme franceze din 1975 - Listă de filme franceze din 1976 - Listă de filme franceze din 1977 - Listă de filme franceze din 1978 - Listă de filme franceze din 1979 |

## Anii 1980
| - Listă de filme franceze din 1980 - Listă de filme franceze din 1981 - Listă de filme franceze din 1982 - Listă de filme franceze din 1983 - Listă de filme franceze din 1984 | - Listă de filme franceze din 1985 - Listă de filme franceze din 1986 - Listă de filme franceze din 1987 - Listă de filme franceze din 1988 - Listă de filme franceze din 1989 |

## Anii 1990
| - Listă de filme franceze din 1990 - Listă de filme franceze din 1991 - Listă de filme franceze din 1992 - Listă de filme franceze din 1993 - Listă de filme franceze din 1994 | - Listă de filme franceze din 1995 - Listă de filme franceze din 1996 - Listă de filme franceze din 1997 - Listă de filme franceze din 1998 - Listă de filme franceze din 1999 |

## Anii 2000
| - Listă de filme franceze din 2000 - Listă de filme franceze din 2001 - Listă de filme franceze din 2002 - Listă de filme franceze din 2003 - Listă de filme franceze din 2004 | - Listă de filme franceze din 2005 - Listă de filme franceze din 2006 - Listă de filme franceze din 2007 - Listă de filme franceze din 2008 - Listă de filme franceze din 2009 |

## Anii 2010
| - Listă de filme franceze din 2010 - Listă de filme franceze din 2011 - Listă de filme franceze din 2012 - Listă de filme franceze din 2013 - Listă de filme franceze din 2014 - Listă de filme franceze din 2015 - Listă de filme franceze din 2016 - Listă de filme franceze din 2017 |